# پارک ملی کوه‌های باله
پارک ملی کوه‌های باله (انگلیسی: Bale Mountains National Park) یک پارک ملی در اتیوپی است. این پارک مساحتی در حدود ۲٬۱۵۰ کیلومتر مربع (۸۳۰ مایل مربع) را در کوه‌های باله و فلات سانتی در بلندی‌های اتیوپی پوشش می‌دهد.
زیستگاه‌های آفریقای کوهستان این پارک دارای یکی از بالاترین درصدهای بوم‌زادی بودن در میان زیستگاه‌های زمینی در جهان هستند. این پارک در سال ۲۰۰۹ برای ثبت در میراث جهانی نامزد شد.

## جغرافیا

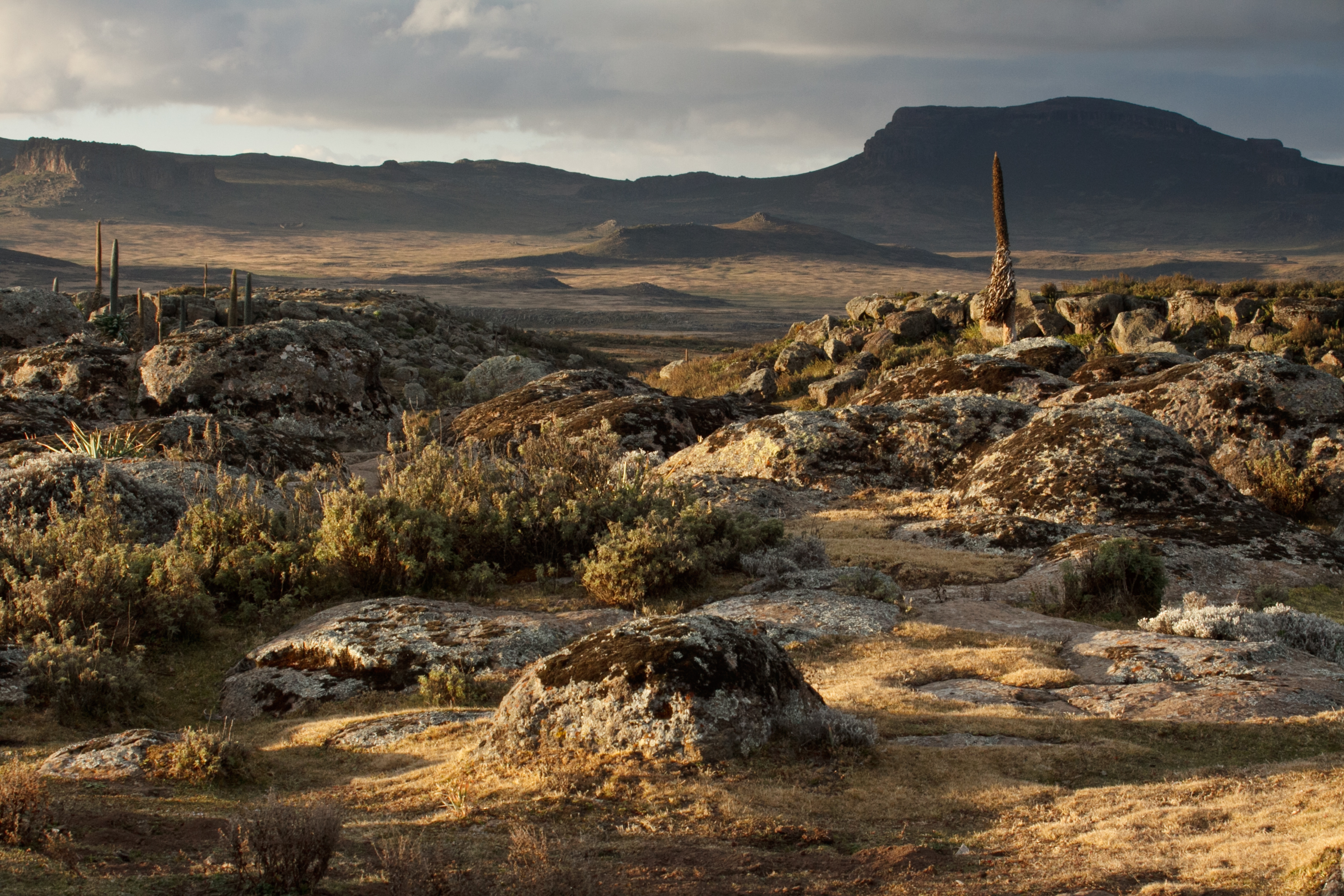
کوه‌های باله و چشم‌انداز پارک

پارک ملی کوه‌های باله در جنوب شرقی اتیوپی، ۴۰۰ کیلومتر (۲۵۰ مایل) جنوب شرقی آدیس آبابا و ۱۵۰ کیلومتر (۹۳ مایل) شرق شاشامانه در منطقه اورومیا واقع شده است.

## هیدرولوژی

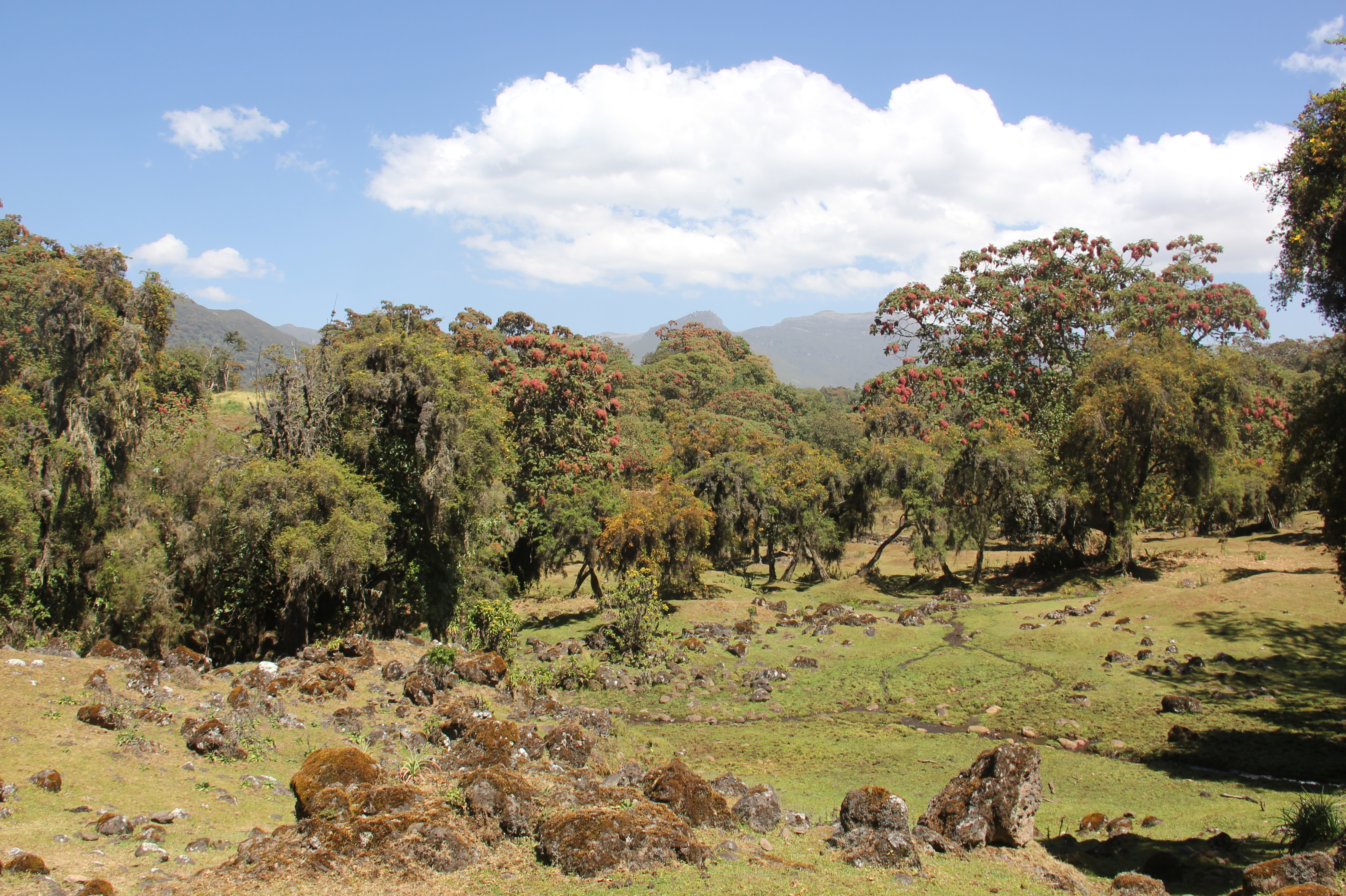
چشم‌انداز جنگل هارنا در پارک

کوه‌های باله نقش حیاتی در کنترل اقلیمی منطقه ایفا می‌کنند و مقادیر زیادی کوه‌نگاری بارش جذب می‌کنند که پیامدهای واضحی برای تولید دام و کشاورزی دارد. برخی مناطق با ارتفاع پایین سالانه ۶۰۰–۱٬۰۰۰ میلیمتر (۲۴–۳۹ اینچ) بارش دریافت می‌کنند، در حالی که در مناطق با ارتفاع بالاتر ۱٬۰۰۰–۱٬۴۰۰ میلیمتر (۳۹–۵۵ اینچ) بارش می‌شود و بیش از ۱۲ میلیون نفر از کشورهای کنیا، سومالی و اتیوپی به آب‌های کوه‌های باله وابسته هستند.
در مجموع ۴۰ رودخانه در منطقه پارک ملی کوه‌های باله سرچشمه می‌گیرند و به پنج رودخانه عمده می‌پیوندند: ویب، رود شبیلی، ولمل، دمبل و گاناله. علاوه بر این، کوه‌های باله منبع بسیاری از چشمه‌ها در دشت‌ها هستند که از اهمیت بالایی برخوردارند چرا که تنها منبع آب در تمام طول سال هستند. مردم ساکن در جنوب پارک ملی به‌طور کامل به مدیریت صحیح منابع آب از نواحی کوهستانی وابسته هستند. اگر جریان این رودخانه‌ها به هر نحوی تغییر کند - مانند قطع درختان، چرای بی‌رویه چراگاه‌ها یا برداشت بیش از حد برای آبیاری (که هم‌اکنون در حال وقوع است) - نابرابری بین نواحی کوهستانی و دشت‌ها به وجود می‌آید که منجر به از دست دادن منابع آبی دائمی در دشت‌ها می‌شود. اگر چنین وضعیتی پیش آید، دامنه زندگی مردم و دام‌هایشان در فصل خشک به‌طور قابل توجهی کاهش می‌یابد و آنها به هر منبع آبی که باقی بماند متمرکز می‌شوند. به‌طور گسترده شناخته شده است که این توزیع نابرابر مردم و دام‌ها منجر به تخریب سریع و دائمی می‌شود؛ بنابراین، احتمال دارد که مردم به تدریج به کمک‌های غذایی وابسته شوند اگر مناطق جمع‌آوری آب در کوه‌های باله به اندازه کافی محافظت نشوند. شواهدی وجود دارد که نشان می‌دهد برداشت بیش از حد آب در کوه‌های باله در حال وقوع است.
دو رودخانه که از کوه‌های باله سرچشمه می‌گیرند، رود شبیلی و یادات، دارای طرح‌های برق‌آبی هستند. سد بر روی رودخانه یادات برق را برای دلو-منا تأمین می‌کند، در حالی که سد روی رود شبیلی برق را برای منطقه باله فراهم می‌آورد.

## اقلیم
دما در پارک ملی کوه‌های باله به‌طور گسترده‌ای متغیر است: در فلات، دماهای روزانه معمولاً حدود ۱۰ درجه سانتی‌گراد (۵۰ درجه فارنهایت) با بادهای شدید است؛ در دره گِسای، دمای روزانه به‌طور میانگین حدود ۲۰ درجه سانتی‌گراد (۶۸ درجه فارنهایت) است، و در جنگل هارنا دمای روزانه به حدود ۲۵ درجه سانتی‌گراد (۷۷ درجه فارنهایت) می‌رسد. با این حال، وضعیت جوی به‌طور مکرر و گاهی به‌طور قابل توجهی تغییر می‌کند. در ارتفاعات بالاتر از ۳۰۰۰ متر، یخبندان‌های شبانه رایج هستند. فصل بارش از ماه مه تا نوامبر ادامه دارد.

## بوم‌شناسی

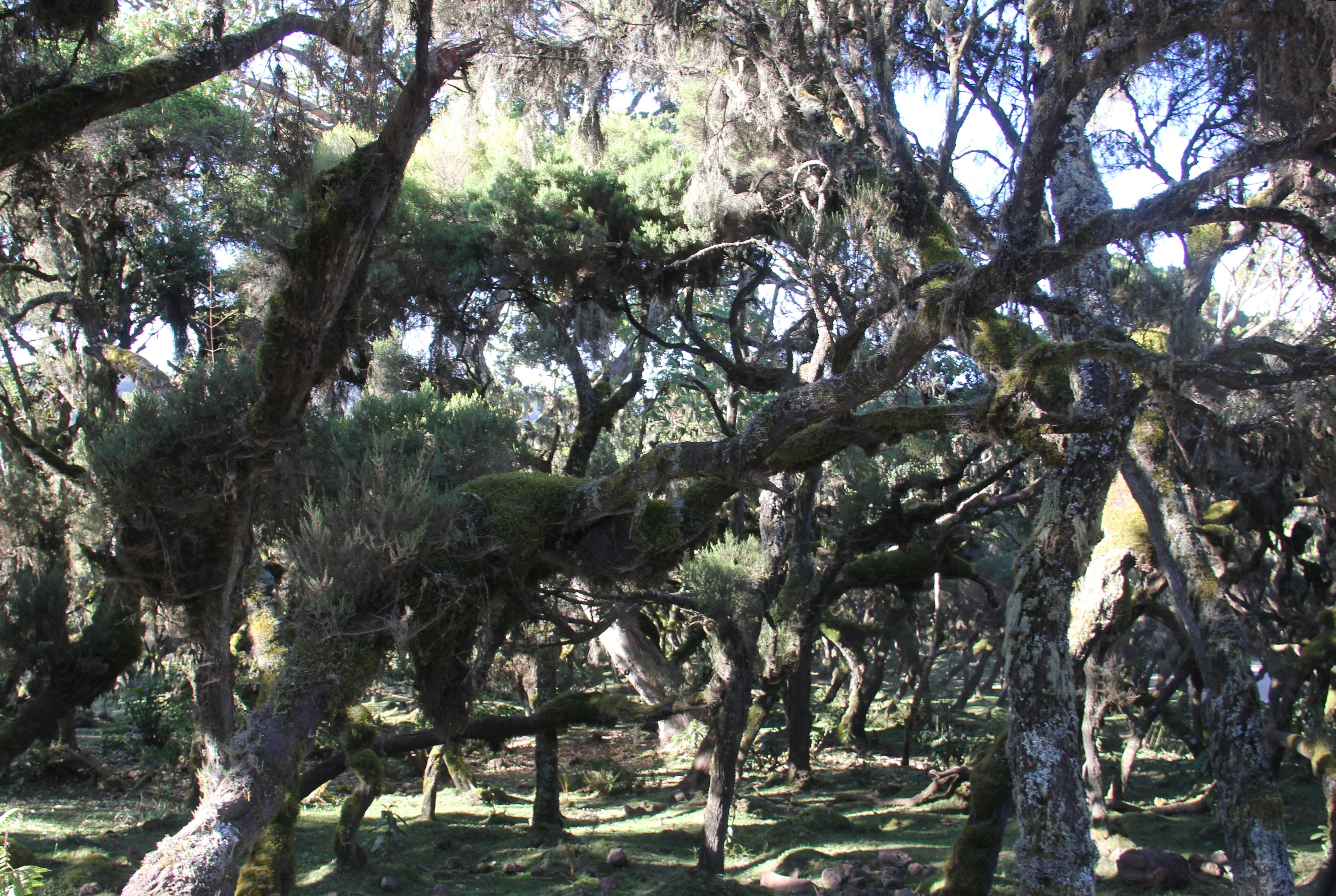
جنگل هارنا در پارک

### زیستگاه‌ها
این پارک به پنج زیستگاه متمایز و منحصر به فرد تقسیم می‌شود: 
- مراتع شمالی (دره گِسای)
- جنگل‌های شمالی سرو کوهی (مرکز پارک)
- دشت‌های آفروآلپاین (فلات سانتی)
- مزارع ارکا
- جنگل هارنا

زیستگاه‌های پارک ملی کوه‌های باله از مناطق مرتعی در ارتفاعات حدود ۳٬۰۰۰ متر (۹٬۸۰۰ فوت) تا کوه تولو دیمتو، دومین نقطه بلند اتیوپی در ارتفاع ۴٬۳۷۷ متر (۱۴٬۳۶۰ فوت) متغیر است که توسط درختان ارس آفریقایی و گل راعی، گل‌های وحشی و گیاهان مرتعی به ارتفاع کمر در مراتع شمالی پوشیده شده است. خلنگ درختی بومی اکوسیستم مزارع کوهستانی اتیوپی در پارک است.
مزارع آفریقای کوهستان در فلات سانتی بزرگ‌ترین منطقه پیوسته از این ارتفاع در کل قاره آفریقا است. این منطقه با گلسنگ پوشیده از سنگ‌ها فرش شده و با لوبلیا غول‌پیکر (Lobelia rynchopetalum) که تا ارتفاع ۱۲ متر رشد می‌کند، مزین شده است. فلات همچنین با دریاچه‌ها و جویبارهای آلپینی پراکنده است که منابع حیاتی برای حیات وحش ساکن فراهم می‌کنند و همچنین ایستگاه‌های زمستانی و گذری برای پرندگان نادر و بومی منطقه هستند. جنگل هارنا جامعه گیاهی حدود نیمی از پارک را تشکیل می‌دهد، جنگلی از درختانی که با خزه و گلسنگ پوشیده شده‌اند و به نظر می‌رسد از شاخه‌ها آویزان هستند. این منطقه معمولاً در مه غرق است و حیات وحش در آن به سختی دیده می‌شود.

### زیست‌بوم
جنگل‌های کوه‌های باله برای ذخایر ژنتیکی قهوه عربیکا (Coffea arabica) و گیاهان دارویی در اتیوپی اهمیت دارند. سه نقطه داغ گیاهان دارویی شناسایی شده است: دو نقطه در منطقه گِسای و یک نقطه در منطقه آنگسو که مرز پارک را پوشش می‌دهند. گل‌های ماده هاگنیا حاوی کرم‌زدا هستند که برای درمان کرم‌های نواری در بین جمعیت‌های محلی استفاده می‌شود.

### جانوران

#### پستانداران
گونه‌های پستاندار در پارک ملی کوه‌های باله شامل گرگ اتیوپیایی (Canis simensis)، نیالای کوهی (Tragelaphus buxtoni)، موش خرگوشی آفریقایی بزرگ‌سر، کل بیشه، آهوچه معمولی، صخره‌پر، کل نیزار بوهور، خرگوش کوهساری اتیوپی، گورکن عسل‌خوار، زگیل‌داران، کفتار خال‌دار، یوزگربه، و وروت کوهستان بیل (Chlorocebus djamdjamensis) هستند.
پستانداران دیگر پارک ملی کوه‌های باله که در جنگل هارنا واقع شده‌اند شامل گرگ طلایی آفریقایی، گراز بزرگ جنگلی، شست‌بریده حبشی، شیر (گربه‌سان)، پلنگ آفریقایی و سگ وحشی آفریقایی هستند. تقریباً یک‌سوم از ۴۷ گونه پستانداری که در BMNP زندگی می‌کنند از جوندگان هستند. جامعه جوندگان، به‌ویژه در فلات آفریقای کوهستانی، گونه‌های کلیدی در پارک ملی کوه‌های باله به‌شمار می‌آیند.

#### پرندگان
کوه‌های باله خانه بیش از ۲۸۲ گونه پرنده هستند، از جمله نه گونه از شانزده گونه‌ای که مختص اتیوپی هستند. علاوه بر این، بیش از ۱۷۰ پرنده مهاجر در پارک ثبت شده‌اند. پارک ملی کوه‌های باله خانه تقریباً همه گونه‌های خاص ارتفاعات اتیوپی و آبی‌سی‌نی‌های اتیوپی است.
با بیش از ۸۶۳ گونه پرنده ثبت‌شده، که تقریباً ۹٫۵٪ تنوع پرندگان جهان و ۳۹٪ از گونه‌های پرندگان آفریقا را نمایندگی می‌کند، اتیوپی اغلب به‌عنوان یکی از کشورهای غنی از نظر تنوع پرندگان در آفریقا شناخته می‌شود. شانزده گونه از پرندگان پارک باله مختص اتیوپی هستند، از جمله:
- غاز بال‌آبی (Cyanochen cyanoptera)
- خروس‌کلی سینه‌خالدار (Vanellus melanocephalus)
- خروس‌کلی زرد جلو (Poicephalus flavifrons)
- پنجه‌دراز حبشی (Macronyx flavicollis)
- سسک حبشی (Parophasma galinieri)
- باله پاریزوما (Parisoma griseiventris)
- سهره زرد اتیوپیایی (Serinus nigriceps)
- نوک‌مومی سینه‌فندقی (Estrilda paludicola) و جغد حبشی (Asio abyssinicus).[۹]

#### هرپتوفونا
برخی از خزندگان نادر و مختص اتیوپی که به تازگی در مناطق جنگلی کوه‌های باله کشف شده‌اند، شامل مار خانه‌ای اتیوپی (Lamprophis erlangeri)، مار کوهستانی اتیوپی (Bitis parviocula)، کلاه‌چمشی دوشاخ باله (Trioceros balebicornutus)، کلاه‌چمشی بدون شاخ هارنا (Trioceros harennae)، کلاه‌چمشی اتیوپیایی بدون ریش (Trioceros affinis)، و کلاه‌چمشی اتیوپیایی ولفگانگ بئهمه (Trioceros wolfgangboehmei) هستند.
حداقل ۷ گونه دوزیست مختص در مناطق باتلاقی جنگلی و فلات‌های پارک ملی کوه‌های باله کشف شده‌اند.
- قورباغه درختی حفره‌ای اتیوپی (Leptopelis gramineus)
- قورباغه چمنزار ارمگا (Ptychadena erlangeri)
- قورباغه چمنزار نیومن (Ptychadena neumanni) معمولاً در این زیستگاه‌ها نادر هستند.

با این حال، دیگر گونه‌های دوزیست در مناطق کوه‌های باله زندگی می‌کنند، از جمله قورباغه کوهستان باله (Ericabatrachus baleensis)، قورباغه موز اتیوپیایی (Afrixalus enseticola)، قورباغه درختی راگازی (Leptopelis ragazzii)، قورباغه راه‌راه دره کونی (Paracassina kounhiensis)، قورباغه اتیوپیایی مالکلومی (Altiphrynoides malcolmi)، قورباغه اتیوپیایی اوسگود (Altiphrynoides osgoodi) و قورباغه درختی کوه‌های باله (Balebreviceps hillmani) که به دلیل از دست دادن زیستگاه و جنگل‌زدایی در خطر انقراض قرار دارند.

## مردم باله
مردم این منطقه عمدتاً کشاورزان و دامداران سخن‌گوی زبان اورومو هستند. جمعیت کل منطقه باله حدود ۱٫۵ میلیون نفر است. زبان اورومو زبان رسمی منطقه اورومیا است که به گروه زبان‌های کوشی تعلق دارد و به‌عنوان زبان میانجی برای بیش از ۲۵ میلیون نفر از قوم اورومو استفاده می‌شود. با این حال، بیشتر مردم در کوه‌های باله برخی از زبان امهری را نیز صحبت می‌کنند.
مذهب عمده در کوه‌های باله اسلام است (۷۷٪)، که پس از آن مسیحیت ارتدوکس (۲۰٪) و پروتستانت (۱٪) قرار دارند.
کوه‌های باله خانه اصلی قوم اورومو هستند، بزرگ‌ترین گروه قومی در شاخ آفریقا. این مردم به‌عنوان دامدار و کشاورز زندگی می‌کردند و جمعیت آن‌ها از قرن ۱۶ به‌سرعت رشد کرده و به گوشه‌وکنار کشور گسترش یافت.
اطلاعات کمی در مورد قوم اورومو و نحوهٔ سکونت آن‌ها در این منطقه وجود دارد. آن‌ها از مردم شرقی کوشیت هستند که از شاخه‌ای از نژاد کاکاسوید (که شامل مردم آسیای غربی، عرب‌ها و اروپایی‌ها می‌شود) منشأ گرفته‌اند و در نواحی مختلف از منطقه ولّو در شمال اتیوپی تا مومباسا در کنیا در جنوب پراکنده‌اند. حدود ۳٬۰۰۰ سال پیش، آن‌ها سنت‌هایی مانند مراسم ختنه و عدم مصرف ماهی را به مردم نیلوتیک در غرب منتقل کردند. علاوه بر این، مفاهیمی چون سیستم گادا و دامداری را در جامعه خود پذیرفته و گنجانده‌اند. سیستم گادا بر اساس اصول طبقه‌بندی جامعه به ۱۱ درجه عملکردی است که هرکدام نقش‌ها و وضعیت‌های خاص خود را دارند.
در حال حاضر، مردم عمدتاً به کشاورزی مشغول هستند. آن‌ها سیستم سنتی رمه‌گردانی به نام سیستم گودانتو را دنبال می‌کنند که ویژگی مهمی در استفاده سنتی انسان از کوه‌های باله است. در این سیستم، دام‌ها، به‌ویژه گاوها، در ماه‌هایی که محصولات در ارتفاعات پایین در حال رشد هستند، به چراگاه‌های بالاتر فرستاده می‌شوند یا در فصل خشک برای پناه به جنگل می‌روند. اما این نباید با حرکت دام‌ها به‌دلیل کاهش زمین‌های چراگاه خارج از پارک اشتباه گرفته شود، که باعث می‌شود دام‌ها برای چرا وارد پارک شوند.
خانه‌های مردم باله به شکل دایره‌ای بوده و به‌طور محلی به آن‌ها «منا سیتا» گفته می‌شود. از درختان ژونیپر و گاهی اکالیپتوس برای ساخت دیوارها و سقف‌ها استفاده می‌شود. سقف با علف‌های پوشالی از «سیتا» (علف‌های توده‌ای) یا باقی‌ماندهٔ محصولاتی همچون جو پوشیده می‌شود و توسط یک ستون چوبی که در وسط کف قرار دارد، نگهداری می‌شود. خانه به بخش‌هایی تقسیم می‌شود که دیوارهای آن از بامبو یا گل مخلوط با باقی‌ماندهٔ جو یا علف ساخته شده‌اند.

## تهدیدات
پارک ملی کوه‌های باله با تهدیدات زیادی مواجه است که به‌دلیل توسعه مداوم و افزایش جمعیت اتیوپی ایجاد می‌شود. یکی از بزرگ‌ترین تهدیدات برای پارک، چراگاه‌ها است. به‌عنوان مثال، در دره وب که یکی از زیستگاه‌های اصلی گرگ اتیوپی است، تراکم دام‌ها در حدود ۲۵۰ رأس در هر کیلومتر مربع تخمین زده می‌شود. تهدیدات دیگر شامل افزایش سکونتگاه‌ها در داخل پارک است. 
در حال حاضر بیش از ۴۰٬۰۰۰ نفر در محدوده پارک زندگی می‌کنند که فشار زیادی بر منابع طبیعی منطقه وارد کرده و زیستگاه‌های طبیعی جانوران وحشی را کاهش می‌دهد. با این سکونت‌ها سگ‌های خانگی نیز وارد منطقه می‌شوند که تهدید بزرگی برای گرگ اتیوپی به‌شمار می‌روند. سگ‌ها می‌توانند بیماری‌هایی مانند هاری و دیستمپر را منتقل کنند و در سال ۲۰۱۰، ۱۰۶ نفر از گرگ‌های اتیوپیایی (تقریباً ۴۰٪ از جمعیت گرگ‌های باله) را به‌قتل رساندند. 
تهدیدات جدی دیگر شامل استفاده از زیستگاه گرگ‌ها برای چراگاه دام است که به‌شدت منابع غذایی موش‌ها را کاهش می‌دهد. بیش از ۱۲ میلیون نفر، دام‌های آن‌ها و محیط‌زیست در جنوب اتیوپی و همچنین کشورهای همسایه مانند سومالی و شمال کنیا به آب‌های حاصل از کوه‌های باله وابسته هستند. استفاده غیرپایدار و آلودگی این منابع تهدیدات عمده‌ای به‌شمار می‌آید. محافظت‌گران محیط‌زیست پیشنهاد می‌کنند که اگر تلاش‌های حفاظتی در کوه‌های باله موفقیت‌آمیز نباشد و مردم به بهره‌برداری غیرپایدار از منابع ادامه دهند، ممکن است گونه‌های بیشتری از پستانداران در این منطقه به انقراض برسند.